# Сумбат I Артануджели
Сумбат I (груз. სუმბატ I; IX век — 899 год) — грузинский принц Тао-Кларджети из династии Багратионов, правил с титулом мампали в Кларджети с 870 до 889 года.

## Биография
Сын Адарнасе II, правителя Тао-Кларджети, Сумбат получил провинцию Кларджети в качестве наследия, где он правил с титулом мампали, который, похоже, перешёл к Сумбату и его потомкам после исчезновения линии Гуарама Мампали. Он также носил византийский титул «антипатос-патрикиос» (греч. ανθύπατος πατρίκιος). У Сумбата была резиденция в Артануджи, которая к концу IX века начала превращаться в процветающий торговый центр. Отсюда и его территориальный эпитет «Артануджели» (груз. არტანუჯელი), т. е. «Артануджский». Константин VII Багрянородный, автор книги «Об управлении империей», упоминает Сумбата «Великим», где его имя переводится как Симбатиус.
Помимо Кларджети, Сумбат должен был также овладеть Аджарией и Нигали, поскольку последние два появляются среди владений его сына Давида (умер в 943 году). У Сумбата также был младший сын Баграт (умер 900). В Музее искусств Грузии в Тбилиси находится реликварийный крест IX века, чья дарственная надпись относится к жене Сумбата Хосрованушу и её сыновьям Баграту и Давиду. Жена Хосровануш не упоминается в других источниках.